# لو پشرو
لو پشرو (به فرانسوی: Le Pêchereau) یک کمون در فرانسه است که در اندر واقع شده‌است. لو پشرو ۲۰٫۹۴ کیلومتر مربع مساحت و ۲٬۰۲۸ نفر جمعیت دارد و ۱۱۰ متر بالاتر از سطح دریا واقع شده‌است.